# Lina Hurtig
Lina Mona Andréa Hurtig (Avesta, 5 de setembro de 1995) é uma futebolista sueca que atua como atacante (pt: avançada). Atualmente (2023), joga pelo Arsenal WFC, clube sediado na cidade de Londres em Inglaterra.
Integra a Seleção Sueca de Futebol Feminino desde 2013. 

## Carreira
Depois de completar 15 anos, Hurtig jogou a temporada de 2011 em Norrettan com Gustafs GoIF. Ela marcou 14 gols e fez quatro assistências em 20 jogos. Em dezembro de 2012, a técnica da seleção nacional, Pia Sundhage, a convocou para um campo de treinamento da equipe sênior em Bosön.
Lina Hurtig integrou a  Seleção Sueca de Futebol Feminino na Copa do Mundo de Futebol Feminino de 2023, tendo a Suécia ficado em 3.º lugar, e conquistado a medalha de bronze.

## Clubes
Jogou por vários clubes: 
- Umeå IK (2012–2016)
- Linköpings FC (2017–2020)
- Juventus (2020–2022)
- Arsena (2022-)

## Títulos
Lina Hurtig conquistou vários títulos durante a sua carreira desportiva: 
- Jogos Olímpicos – Futebol feminino -  2020
- Copa do Mundo de Futebol Feminino -  2023
- Campeonato Sueco de Futebol Feminino -  2017
- Copa da Suécia de Futebol Feminino –  2016/17,  2017/18
- Campeonato Europeu de Futebol Feminino Sub-19 -  2011/12
- Algarve Cup –  2022
- Campeonato de Itália de Futebol Feminino –  2020/2021,  2021/2022
- Copa de Itália –  2021/2022,  2022/2023
- Supercopa Feminina de Itália –  2020/21,  2021/22
- FA Women's League Cup –  2022/23